# Зирнешти
Зирне́шти (рум. Zîrnești) — село в Кагульському районі Молдови, є центром комуни, до якої також входять села Пайку і Третешти.
Село розташоване на річці Прут.
В селі знаходиться залізнична станція Зирнешти.